# Upplands runinskrifter 354
Upplands runinskrifter 354 är en vikingatida runsten av granit vid Lunda kyrka, Lunda socken och Sigtuna kommun. Runstenen är 2,15 meter hög, vid basen 1,15 meter bred och vid toppen 0,38 meter bred. Runhöjden är 8,5-9,5 centimeter. Stenen är flyttad och restes på sin nuvarande plats 1942. Den står nu utanför kyrkogården till höger om ingången. Tidigare var den inmurad i östra kyrkoväggen.

## Inskriften
Translitterering av runraden:
kulauh · auk · hulma : litu : arisa : stain : þinsa : afti : suin : bruþur : sin : uafra : arfua kuþ : hialbi · ant h:ans : auk kus m...
Normalisering till runsvenska:
Guðlaug ok Holma letu ræisa stæin þennsa æftiʀ Svæin, broður sinn, Vafra arfa. Guð hialpi and hans ok Guðs m[oðiʀ].
Översättning till nusvenska:
Gudlög och Holma läto resa denna sten efter Sven, sin broder, Vavres arvinge. Gud och Guds moder hjälpe hans ande.
Två systrar, Gudlög och Holma, har låtit resa stenen efter sin bror Sven som troligen saknade bröstarvingar eftersom sådana inte nämns på stenen.